# Fordův ostrov
Fordův ostrov (anglicky Ford Island) je ostrov v zálivu Pearl Harbor při pobřeží havajského ostrova Oahu. Má rozlohu 1,84 km² a podle sčítání v roce 2000 na něm žije 368 obyvatel. Ostrov je majetkem amerického námořnictva.
Domorodci ostrov nazývali Mokuʻumeʻume podle zvyku spojeného s novoroční slavností Makahiki, kdy sem připlouvaly ženy, kterým se nepodařilo otěhotnět se svým manželem, aby provozovaly pohlavní styk s jinými muži. Současný název nese ostrov podle lékaře Setha Portera Forda, jehož rodině patřil ve druhé polovině 19. století. Tehdy sloužil ke komerčnímu pěstování cukrové třtiny. V roce 1917 zabrala ostrov americká armáda, která zde zřídila letiště. Ve třicátých letech byl ostrov uměle zvětšen z původních 135 hektarů na 178 ha a při jeho pobřeží byla vybudována kotviště bitevních lodí. Během útoku na Pearl Harbor 7. prosince 1941 byl ostrov bombardován japonskými letadly, které zapálily hangáry a potopily loď USS Arizona (BB-39), na níž vybuchla munice a zahynulo 1177 členů posádky. Trup lodi slouží od roku 1962 jako muzeum.
Na ostrově se nachází 1200 metrů dlouhá přistávací dráha a čtyři ubytovací jednotky: Nob Hill, Luke Field, Kamehameha Loop a Battleship Cove. Národní úřad pro oceán a atmosféru zde provozuje stanici pro monitorování tsunami. V roce 1998 byl vybudován pontonový most Admiral Clarey Bridge, který spojuje Ford Island s Oahu. Existují plány na budoucí civilní využití ostrova, uvažuje se například o stavbě sluneční elektrárny.